# Nazi Invasion – Team Europa
Nazi Invasion – Team Europa (Originaltitel Jackboots on Whitehall) ist ein britischer Marionetten-Film aus dem Jahr 2010. Der Film wurde von Edward und Rory McHenry geschrieben und inszeniert und parodiert die Ereignisse des Zweiten Weltkriegs in einem alternativen historischen Szenario.

## Handlung
Die Handlung beginnt im ländlichen England, wo der junge Bauer Chris davon träumt, aus seinem beschaulichen Dorf auszubrechen und ein Held zu werden. Gleichzeitig entwickeln die Nazis unter der Führung von Adolf Hitler, Hermann Göring und Heinrich Himmler einen Plan, London durch einen Tunnel unter dem Ärmelkanal zu erobern.
Nach einem überraschenden Angriff auf London gelingt es den Nazis, die Stadt einzunehmen. Winston Churchill und seine Regierung müssen fliehen. Sie ziehen sich nach Schottland zurück, wo sie die Unterstützung des lokalen Schottenanführers Angus suchen. Chris schließt sich mit seinen Freunden, darunter der amerikanische Pilot Billy Fiske und die mutige Daisy, der Gruppe an.
In Schottland formieren die Briten einen Widerstand. Churchill schmiedet einen Plan, um London zurückzuerobern, während Himmler versucht, Schottland mit einem riesigen mechanischen Bohrer zu erobern. Es kommt zu einer finalen Schlacht, bei der die britischen Kämpfer, unterstützt von schottischen Kriegern, den Nazis gegenüberstehen.
Am Ende gelingt es Chris und seinen Verbündeten, den Bohrer zu zerstören und die Nazis zu besiegen. London wird befreit, und Chris kehrt als gefeierter Held in sein Heimatdorf zurück, wo er schließlich mit Daisy zusammenkommt.

## Produktion
Der Film ist vollständig im Stop-Motion-Stil gedreht, wobei detaillierte Actionfiguren und Miniatursets verwendet wurden. Die Stimme von Winston Churchill wurde von Timothy Spall gesprochen, während weitere bekannte britische Schauspieler wie Ewan McGregor, Rosamund Pike und Richard E. Grant dem Film ihre Stimmen liehen. Der Film feierte seine Premiere 2010 beim Edinburgh International Film Festival.

## Besetzung und Synchronisation
| Rolle            | Originalsprecher  | Deutscher Sprecher |
| ---------------- | ----------------- | ------------------ |
| Albert           | Tom Wilkinson     | Achim Barrenstein  |
| Chris            | Ewan McGregor     | Markus Haase       |
| Daisy            | Rosamund Pike     | Katrin Laksberg    |
| Fiske            | Dominic West      | Renier Baaken      |
| Gaston           | Hugh Fraser       | Gilles Karolyi     |
| Göring           | Richard Griffiths | Martin Schäfer     |
| Igor             | James Hicks       | Florian Hoffmann   |
| Rupee            | Sanjeev Bhaksar   | Matthias Keller    |
| Tom              | Stephen Merchant  | Aart Veder         |
| Vicar            | Richard E. Grant  | Peter Heusch       |
| Zeppelin Kapitän | Neil Newbon       | Gordon Piedesack   |

## Rezeption
„Britische Stop-Motion-Animation, die sich eher in Klischees und Klamauk als im viel gepriesenen englischen Humor gefällt.“

Auf IMDb erhielt er 5,3 von 10 möglichen Punkten.